# Kruk 2: Miasto Aniołów
Kruk 2: Miasto Aniołów (ang. The Crow 2: City of Angels) – amerykański film fabularny z 1996 roku, sequel kultowego Kruka (1994). Film jest adaptacją komiksu Jamesa O'Barra.
Zdjęcia do filmu powstawały w Los Angeles w stanie Kalifornia.

## Fabuła
Kontynuacja zrealizowanego w 1994 r. "Kruka" z Brandonem Lee. Bohaterem obrazu jest Ashe Corven, mężczyzna, który wraz z synem zostaje zamordowany przez uliczny gang. W Halloween Ashe zostaje przywrócony do życia, aby mógł zemścić się na swoich zabójcach.

## Obsada
- Vincent Pérez jako Ashe Corven
- Mia Kirshner jako Sarah
- Richard Brooks jako Judah Earl
- Thùy Trang jako Kali
- Iggy Pop jako Curve
- Thomas Jane jako Nemo
- Vincent Castellanos jako Spider-Monkey
- Eric Acosta jako Danny
- Ian Dury jako Noah
- Tracey Ellis jako Sybil